# صالح‌آباد (مهران)
صالح‌آباد شهری در شهرستان مهران استان ایلام در کشور ایران است.
جاده ایلام، صالح‌آباد به شهر مرزی مهران با طول ۸۰ کیلومتر مهم‌ترین محور ارتباطی ایران برای انتقال زائران به عتبات عالیات و ارسال کالا به کشور عراق است.

## زبان
مردم شهر صالح‌آباد(مهران) کُرد هستند و به زبان کُردی ایلامی تکلم می‌کنند.